# Leonid Nikolajewitsch Kolesnikow
Leonid Nikolajewitsch Kolesnikow (russisch Леонид Николаевич Колесников, wiss. Transliteration Leonid Nikolaevič Kolesnikov; * 27. April 1937 in Taschkent; † 17. November 2010 in Moskau) war ein sowjetischer Schwimmer. Bei Europameisterschaften erschwamm er eine Goldmedaille und eine Silbermedaille.

## Sportliche Karriere
Der 1,74 Meter große Leonid Kolesnikow war Spezialist im Brustschwimmen, er startete für ZSKA Moskau.
Bei den Europameisterschaften 1958 in Budapest siegte Kolesnikow über 200 Meter Brust mit 0,2 Sekunden Vorsprung vor dem Italiener Roberto Lazzari, Dritter wurde Klaus Bodinger aus der DDR.
1960 bei den Olympischen Spielen in Rom belegte die sowjetische 4-mal-100-Meter-Lagenstaffel mit Leonid Barbijer, Leonid Kolesnikow, Grigori Kisseljow und Igor Luschkowski den fünften Platz, hatte aber über vier Sekunden Rückstand auf die Medaillenränge.
Am 5. Mai 1961 verbesserte Kolesnikow den Weltrekord über 100 Meter Brust auf 1:11,4 Minuten. Nach zwei Monaten unterbot Chet Jastremski aus den Vereinigten Staaten Kolesnikows Rekord.
1962 bei den Europameisterschaften in Leipzig siegte die 4-mal-100-Meter-Lagenstaffel aus der DDR mit 1,3 Sekunden Vorsprung vor Veiko Siimar, Leonid Kolesnikov, Walentin Kusmin und Wiktor Konopljow.